# Sturmartillerie

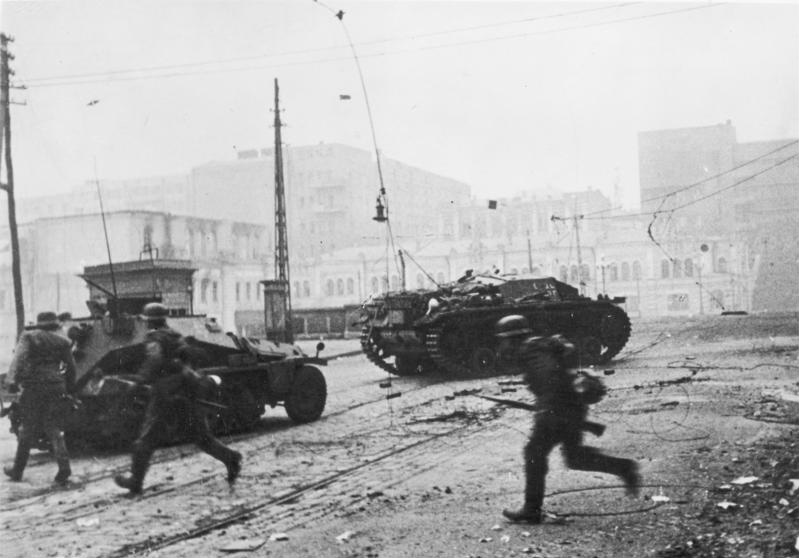
Un Stug III dona suport a un escamot d'infanteria el 25 d'octubre de 1941, en plena Batalla de Khàrkiv.

La Sturmartillerie, de l'alemany artilleria d'assalt, era una branca de l'artilleria del Heer i les Waffen-SS equipada amb canons d'assalt i dedicada al suport directe de la infanteria que, a mesura que va progressar la Segona Guerra Mundial, es dedicaria més i més a tasques antitanc.
L'ordre de batalla d'un batalló de canons d'assalt durant el seu zenit, l'any 1942, estava format per una bateria de comandament i tres bateries normals. Cada una de les bateries estava formada per tres escamots de tropa, formats per tres canons d'assalt cadascun, més un escamot de suport. Així, en total, un batalló al complet disposava de 28 peces d'artilleria d'assalt més 3 vehicles de comandament. Inicialment tots els blindats eren StuG III però posteriorment es fabricarien vehicles dedicats, com l'Sturmtiger, o se n'adaptarien de capturats i obsolets, com l'Sturmpanzer I.
Els artillers d'assalt eren tots voluntaris i, amb els mateixos uniformes que els homes de la panzerwaffe però en gris, eren considerats l'elit de l'artilleria alemanya. Amb un bon equipament i una moral alta les tripulacions van rebre nombroses condecoracions: 325 Creus d'Alemanya d'or i 140 Creus de Ferro catorze de les quals posteriorment rebrien fulles de roure.
La funció de la sturmartillerie i els canons d'assalt va desaparèixer després de la Segona Guerra Mundial, ja que la introducció en massa de transports blindats de personal va fer que la infanteria, que podia avançar al ritme de les formacions mecanitzades, ja no necessités un vehicle especialitzat per destruir obstacles, tasca que realitzaven els tancs.

## Formació
Durant la Primera Guerra Mundial les posicions defensives durant un atac sempre tenien un gran avantatge: unes quantes metralladores podien retenir efectivament un gran assalt. Per intentar superar aquest escull es van dissenyar diferents tàctiques. Els aliats van inventar els tancs, per acostar-se de manera segura a les defenses i destruir-les, per altra banda, els alemanys van introduir els stoßtruppen, tropes de xoc en alemany, i els begleitbatterien, bateries d'escorta en alemany, artilleria arrossegada per cavalls que seguia les tropes de xoc.
L'estratègia alemanya funcionava durant els primers moments de l'assalt, però eventualment les tropes de xoc perdien empenta i l'artilleria a cavall no podia seguir l'atac, estancant-se altre cop l'ofensiva.
El 1935, Erich von Manstein, un coronel d'infanteria que havia viscut els sagnants enfrontaments de la Primera Guerra Mundial va demanar una solució més sofisticada. El raonament era que en temps de guerra mòbil, l'artilleria lleugera no podria assistir prou efectivament la infanteria, destruint els objectius que s'anirien trobant. L'objectiu era la creació d'un 'Sturmgeschütz', canó d'assalt, un tipus de vehicle amb un obús muntat a una casamata amb sostre descobert que seguís a prop la infanteria i li proporcionés suport, destruint els obstacles que es trobessin.
Aquesta idea aviat va trobar suport entre els comandaments de la infanteria i l'artilleria i, el 5 de juny de 1936 s'emetria el contracte de desenvolupament i la fabricació d'un canó d'assalt.
Per estalviar temps es va decidir fer servir el xassís d'un vehicle ja testat, el Panzerkampfwagen III. A sobre hi van col·locar una superestructura baixa, coberta totalment, amb un obús L24 amb moviment horitzontal limitat. Aquest prototip el va muntar Daimler Benz, mentre que del canó se'n va encarregar Krupp, i va estar llest a principis de 1937, demostrant un comportament totalment satisfactori.

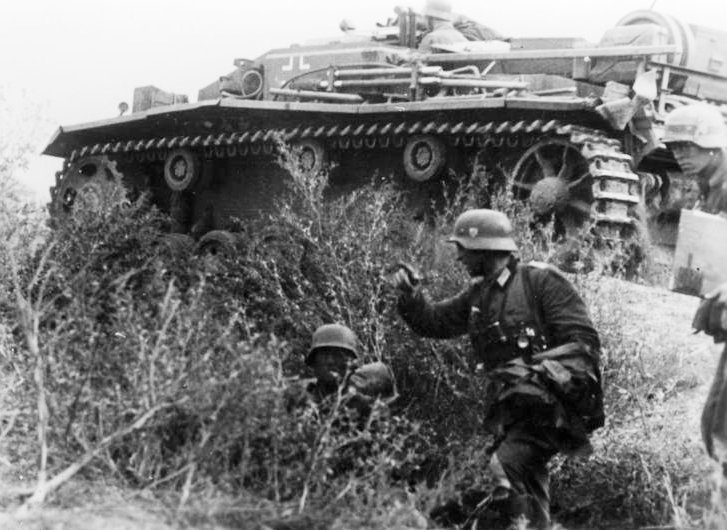
Un escamot d'infanteria, acompanyat per un Stug III, es prepara per atacar el turó 102 durant la batalla de Stalingrad.

El següent pas era decidir qui havia de tenir la responsabilitat sobre aquesta nova branca del Heer. Els diferents Inspectors Generals de l'exèrcit alemany es van reunir per decidir-ho. El d'infanteria va explicar que la seva branca no tenia la infraestructura necessària i que seria impossible superar aquesta dificultat. L'inspector de la recent creada Panzerwaffe argüia que la capacitat industrial alemanya no era suficient per crear tancs i canons d'assalt i es va negar a acceptar-ho. Finalment, l'inspector de l'artilleria, després d'intentar posar calma a la discussió, va decidir que els artillers eren els més ben preparats per la nova arma.
L'escola d'artilleria a Jütebog seria la instal·lació d'entrenament bàsic a partir d'aleshores i la tardor de 1937 ja es va preparar la primera bateria experimental, que passaria proves durant tot l'hivern, sovint fent-ho millor que els Panzer IV, equipats amb el mateix armament però menys precisos i ràpids que els artillers d'assalt.

## Enfrontaments i organització
Tot i que per la Campanya de Polònia encara no hi havia cap unitat disponible, a partir de 1939 es van anar constituint les primeres bateries: Sturmbatterie 640 (1 de novembre de 1939), Sturmbatterie 659 (23 de març de 1940), Sturmbatterie 660 (23 de març de 1940), Sturmbatterie 665 (30 de març de 1940), Sturmbatterie 666 (30 de març de 1940) i Sturmbatterie 667 (28 de maig de 1940).
Durant la batalla de França, tot i que les unitats formades patien greus mancances d'equipament, les bateries donarien suport a la infanteria de la divisió Großdeutschland.
Durant el 1941 la Sturmartillerie col·laboraria a la Campanya dels Balcans, contra Iugoslàvia i Grècia, amb tres batallons sencers.
A l'inici de l'Operació Barbarroja els alemanys disposarien de sis batallons, que es repartirien equitativament entre els Grups d'Exèrcit Nord, Centre i Sud. A mesura que més batallons es formaven s'anaven enviant cap al Front Oriental.

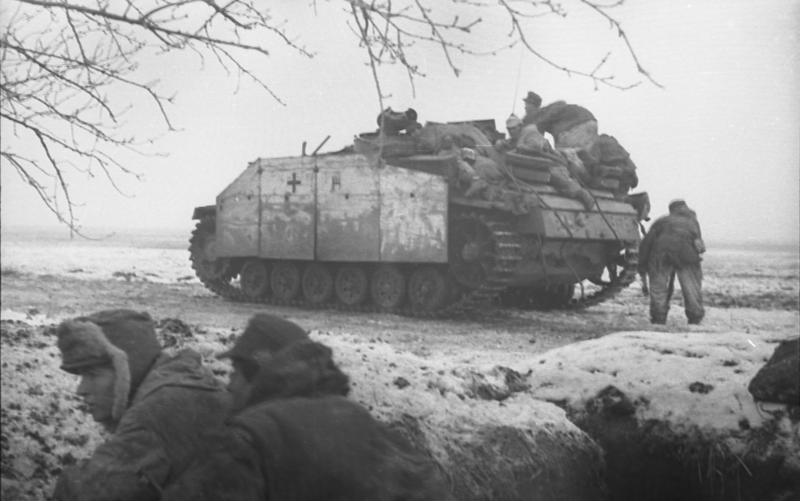
Un StuG III, amb canó llarg, defensa unes trinxeres al sud d'Ucraïna el 1943.

Tot i que la majoria de batallons es van enviar a Rússia, la Sturmartillerie també s'enfrontaria als aliats a Itàlia, Normandia i al Front Occidental. A la Campanya del nord d'Àfrica, a Tunísia, s'hi enviarien uns pocs canons d'assalt abans del col·lapse, que van servir de ben poc.
La disponibilitat de canons d'assalt i el ràpid canvi de tàctiques en combat va provocar que durant la Segona Guerra Mundial l'organització de la Sturmartillerie canviés ràpidament.
El 1940, com que hi havia pocs blindats, la unitat principal era la bateria, formada per: 3 unitats de tropa, cadascuna amb dos canons d'assalt L24, més una unitat de rereguarda.
El 1941 ja es va poder incrementar la unitat fins al batalló. Un batalló de l'Sturmartillerie estava format per: 1 bateria de comandament i 3 bateries regulars. Cada bateria regular estava organitzada com al 1940. En total un batalló disposava de 18 canons d'assalt.
El 1942 tota l'estructura es va mantenir igual, però augmentant el nombre de canons d'assalt d'una bateria de dos a tres. Així, en total hi havia 28 canons d'assalt (que podien ser L24, L43 o L48) a més a més de 3 vehicles de comandament.
A partir de 1942 es mantindria l'estructura però afegint un canó d'assalt amb un suboficial a cada bateria, per dirigir-la. Així, en total, hi havia 31 canons d'assalt, tots amb el canó L48.
El 1944 es va introduir la brigada que tenia una distribució més complexa, incloent una escorta de grenadiers, i acabava agrupant 45 canons d'assalt, 33 dels quals L48 i 12 amb obusos de 105 mm.

## Blindats

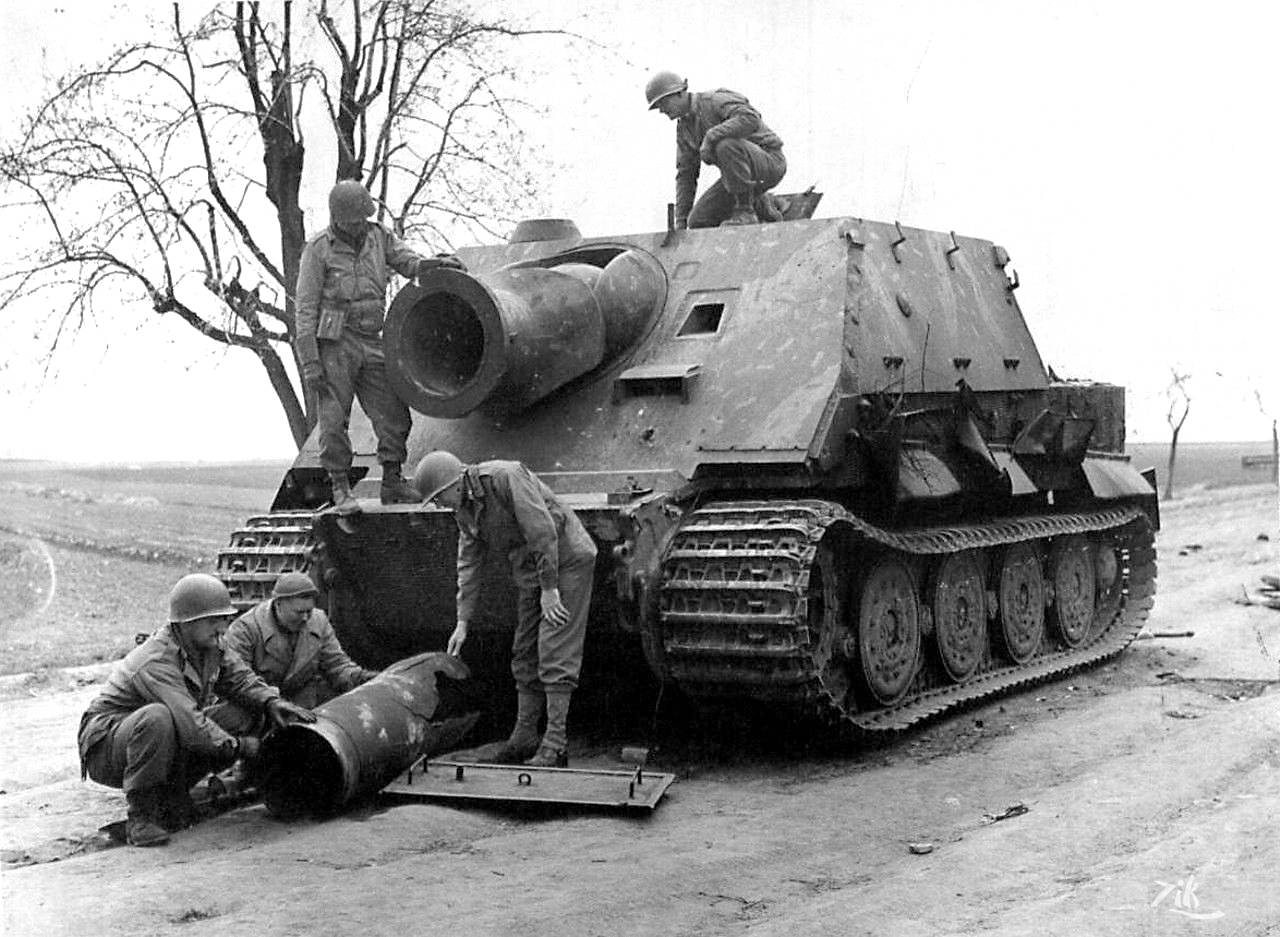
Soldats estatunidencs inspeccionen un Sturmpanzer VI, armat amb un morter de 380 mm dissenyat per destruir edificis sencers.

Inicialment la Sturmartillerie només disposava dels Sturmgeschütz III. Posteriorment ampliaria els tipus de canons d'assalt disponibles amb vehicles més especialitzats o conversions de tancs capturats i obsolets. La llista de canons d'assalt que faria servir la Sturmartillerie és:
| Blindat              | Calibre canó | Any d'introducció | Fabricació |
| -------------------- | ------------ | ----------------- | ---------- |
| Sturmpanzer I        | 150 mm       | 1938-1940         | 38         |
| Sturmgeschütz III    | 75 mm        | 1940-1945         | ~12.000    |
| StuIG 33B            | 150 mm       | 1942              | 24         |
| Sturmpanzer II       | 150 mm       | 1942              | 12         |
| Sturmpanzer IV       | 150 mm       | 1942-1944         | 282        |
| Sturmhaubitze 42     | 105 mm       | 1942-1945         | 1.317      |
| Sturmgeschütz M42(i) | 75 mm        | 1943              | 294        |
| Sturmgeschütz IV     | 75 mm        | 1943-1945         | 1.100      |
| Sturmpanzer 38(t)    | 150 mm       | 1943-1945         | 299        |
| Sturmtiger           | 380 mm       | 1944              | 18         |

## Tàctiques
Les tàctiques emprades pels artillers de la Sturmartillerie es fonamentaven en el 'Manual del comandant de canó d'assalt'. Els principals apartats del manual de 1944 explicitaven el següent:

### Principis generals

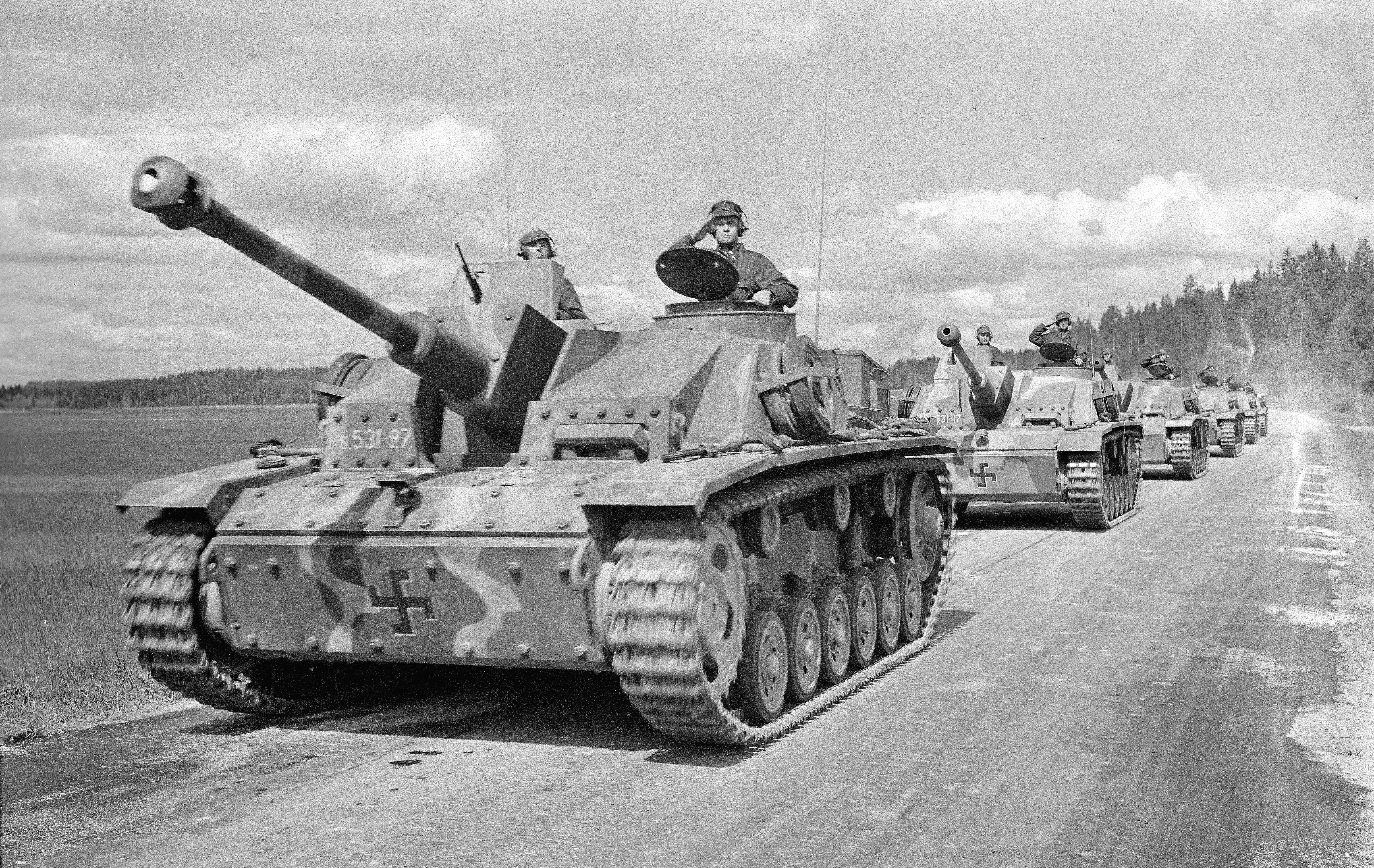
Batalló de canons d'assalt StuG III Ausf. G finesos avançant.

Els canons d'assalt han de proporcionar suport directe immediat per a la infanteria en tota mena de situacions a la zona d'acció, destruint i suprimint el foc d'armes pesants enemigues. La protecció de l'arma i la capacitat de proporciona foc directe immediat li permet acompanyar la infanteria a qualsevol lloc del camp de batalla, dotant-los de suport físic i moral. Els canons d'assalt es fan servir segons els principis de l'artilleria i s'haurien de tractar com artilleria de primera línia.
La concentració és una característica especialment important del seu ús; l'abandonament d'aquest principi condueix a la derrota. En qualsevol acció, la destrucció d'un tanc enemic és considerada de la major importància. Tot i això, no s'ha de permetre que els canons d'assalt només es facin servir com caçatancs. En el rol de contraatac són adequats per fer-se servir com a reserva contra els tancs enemics o penetracions a les línies pròpies. Com a punta de llança en atacs o persecucions poden superar ràpidament punts de resistència. Durant la retirada, a causa de la mobilitat i potència de foc, són útils a la rereguarda. Els canons d'assalt són inadequats per a situacions estàtiques.

### Desplegament

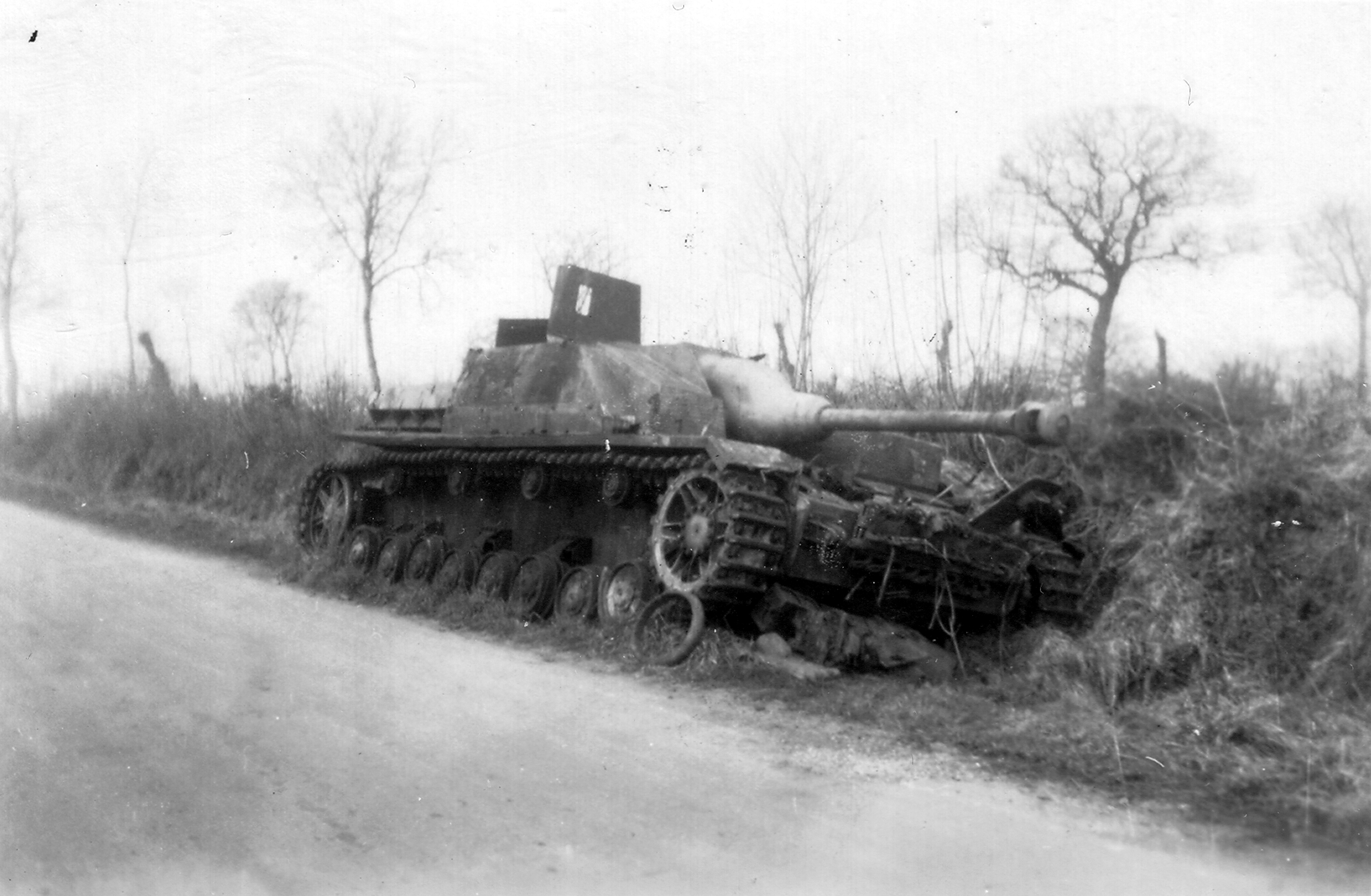
Un StuG IV destruït a una cuneta durant l'Operació Overlord.

Durant les operacions els canons d'assalt s'assignen al comandament de la infanteria o els panzergrenadiers i, ocasionalment, de les divisions de tancs. El comandant ha de saber les característiques dels canons d'assalt per tal d'obtenir-ne el màxim benefici, de l'operació combinada. La concentració de foc i l'efecte de xoc d'una brigada treballant en un punt estret produeix els millors resultats.
La unitat tàctica és la brigada. Dividir els canons en tropes o unitats divideix la massa de foc i ajuda la defensa enemiga. El suport de unitats individuals d'infanteria s'ha de limitar a casos excepcionals i les tropes han de tornar al control de la brigada tan aviat com s'acabi l'operació. L'ús de canons sols a primera línia mai s'hauria de dur a terme, ja que els canons d'assalt estan dissenyats per donar-se suport mutu en casos de dificultat tàctica o tècnica.
Com més sorpresa aconsegueixin els canons d'assalt millors seran els resultats. L'aproximació i preparacions finals és millor fer-les de nit, amb el soroll camuflat per altaveus o foc d'artilleria. Els canons d'assalt no han de prendre part en el bombardeig preliminar. El comandant de brigada ha d'ocupar-se del resubministrament i assistència tècnica a primera línia i ha de triar el moment correcte per retirar els canons a aquesta zona.

### Cooperació amb infanteria i pioniers
La infanteria ha de fer un ús total i immediat del foc dels canons d'assalt. El moviment i els atacs s'han d'acordar mútuament. Els millors resultats s'obtenen quan la infanteria i els canons d'assalt adopten una formació dispersa. Com que els canons d'assalt atreuran la major part del foc enemic, la infanteria no s'hi hauria d'apilonar al darrere, ja que provocaria una gran quantitat de baixes; en comptes d'això, la infanteria hauria d'avançar fent una sèrie d'assalts ràpids.
La cooperació entre l'artilleria d'assalt i les armes pesants s'ha d'acordar a priori, particularment en casos on hi pot haver el risc que hi hagi canons antitanc enemics. A camp obert, els canons d'assalt lideraran l'avenç; per altra banda, en espais tancats, la infanteria ha d'anar al davant, sent la seva responsabilitat d'advertir els blindats de qualsevol obstacle al seu pas, com camps de mines, obstacles o posicions antitanc. La identificació dels objectius es pot aconseguir fent servir bales traçadores, pistoles de bengales, trets indicatius i senyals a mà. Els comandants del blindat i la infanteria haurien de restar el màxim de prop possible durant l'acció.
Sovint també es proporcionava una escorta de grenadiers als canons d'assalt que tenien l'única tasca de protegir els blindats durant tota l'operació.
Amb els pioniers, sapadors alemanys, la cooperació pot prevenir baixes i pèrdues. Sota la cobertura dels canons d'assalt els pioniers poden netejar camps de mines, omplir trinxeres antitanc i assegurar ponts malmesos. Durant un atac contra posicions preparades a cada bateria de canons d'assalt se li assignarà un grup de pioniers durant l'operació. En general, els canons d'assalt són molt adequats pel suport dels pioniers en qualsevol situació.

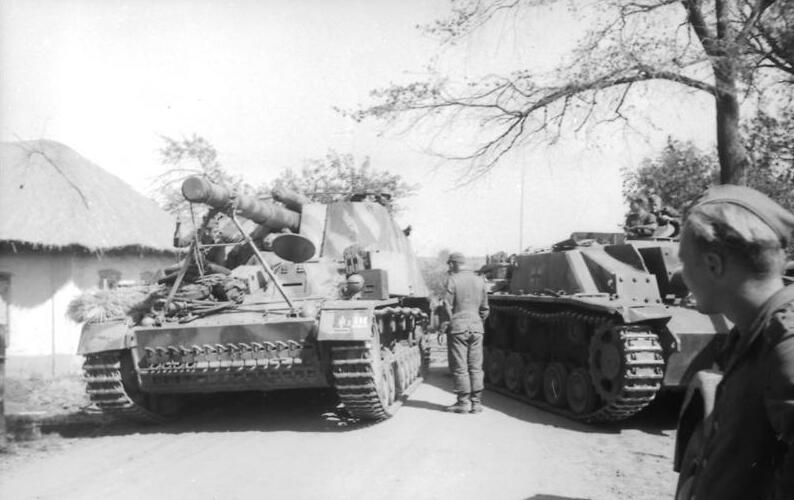
Un obús autopropulsat Hummel passa pel costat d'un canó d'assalt Sturmhaubitze 42.

### Cooperació amb l'artilleria i la Luftwaffe
La participació de la Luftwaffe en el combat terrestre beneficia els canons d'assalt provocant confusió i aixecant núvols de pols i fum a les línies enemigues. Per tal d'avisar els esquadrons aeris de la posició dels enemics els canons d'assalt poden fer servir granades de fum taronja, disparar munició traçadora o avisant amb la ràdio FU7.
El foc d'artilleria convencional és suplementari al dels canons d'assalt, la coordinació és essencial. Mitjançant les ràdios els blindats s'han d'assegurar que l'artilleria de campanya és el màxim d'efectiva, mantenint-la sempre informada. L'artilleria de campanya és responsable de realitzar foc de contrabateria, preparar atacs, defensar els flancs i donar foc de cobertura durant la recuperació de blindats malmesos. Tot i això, la tasca d'informar l'artilleria de campanya és suplementària i no ha de distreure els canons d'assalt de la tasca de donar suport a la infanteria.

### Tancs enemics
En cas de trobar-se tancs enemics s'han d'atacar. Les mesures que s'han de prendre inclouen la disposició d'una línia de foc i l'atac dels flancs de la formació enemiga. Del lloc on l'atac enemic estigui acompanyat per infanteria se n'encarregaran els canons d'assalt amb obusos de gran calibre, mentre que la resta s'encarregaran dels tancs. Aquesta tàctica permet separar la infanteria enemiga dels blindats enemics.